# Шосткинский казённый завод «Импульс»
Государственное предприятие "Шосткинский завод «Импульс» (укр. Державне підприємство "Шосткинський завод "Імпульс") — единственное на Украине предприятие по выпуску средств взрывания (капсюли-детонаторы, электродетонаторы, детонирующие шнуры и др.).
Входит в перечень предприятий, имеющих стратегическое значение для экономики и безопасности Украины.

## История
В 1848 году было принято решение о выделении из Шосткинского порохового завода отдельного завода для организации капсюльного производства.

### После 1991 года
После провозглашения независимости Украины завод был передан в подчинение министерства обороны Украины.
Вслед за этим завод был внесён в перечень предприятий Украины, не подлежащих приватизации.
В марте 2000 года на заводе была освоена технология переработки твёрдого ракетного топлива в сырьё для бенгальских огней.
23 октября 2000 года президент Украины Л. Д. Кучма подписал закон «О государственной поддержке предприятий, научно-исследовательских институтов и организаций, разрабатывающих и производящих боеприпасы, их элементы и изделия спецхимии», в соответствии с которым завод «Импульс» был освобождён от уплаты сбора в Государственный инновационный фонд Украины.
По состоянию на начало 2008 года, заводом был освоен выпуск следующей продукции:
- втулка гальвано-ударного действия ГУВ-7[1]
- головные взрыватели В-429Е и РГМ-2[1]
- детонирующие экструзионные шнуры ДШЭ-6, ДШЭ-9 и ДШЭ-12[1]
- зажигательные трубки: с механическим воспламенителем ЗТПМ и с тёрочным воспламенителем ЗТПТ[1]
- запал ударно-дистанционного действия[1]
- капсюли-воспламенители КВ-10, КВ-16, КВ-21/97, КВ-24, КВ-26, КВМ-23, «Жевело», ЦБО-Н[1]
- капсюль-детонатор КД-8С[1]
- ружейные патроны .12 и .16 калибра[1]
- пиротехническое реле РП-92-0[1]
- трассёры: № 12 и Т-20-1[1]
- тротиловая прессованная прямоугольная шашка ТП-400 и шашка-детонатор Т-400Г[1]
- электровоспламенитель МБ-5[1]
- электродетонаторы мгновенного действия ЭД-8Э, ЭДП, ЭДС-1[1]
- электродетонаторы ЭД-ЗД, ЭД-КЗ-ПМ и ЭДК[1]

В апреле 2008 года 10 видов продукции завода получили Европейские сертификаты качества и соответствия требованиям Европейского Союза.
В августе 2008 года министерство обороны Украины выделило заводам «Звезда» и «Импульс» 8 млн гривен на утилизацию боеприпасов.
После создания в декабре 2010 года государственного концерна «Укроборонпром», в 2011 году завод вошёл в состав концерна.
22 сентября 2011 года министерство обороны Украины выделило заводу средства на утилизацию партии боеприпасов.
В ноябре 2011 года руководство ГК «Укроборонпром» объявило о намерении разработать программу реструктуризации завода с целью создания компании по разработке и производству боеприпасов и взрывчатых веществ (в состав которой было предложено включить Шосткинский завод «Звезда», Шосткинский завод «Импульс» и НИИ химических продуктов).
В начале 2012 года в связи с отсутствием на территории Украины большинства материалов, используемых при производстве салютных установок, завод «Импульс» заключил соглашение с китайской фирмой «Liuyang firedragon fireworks sales co., Ltd» на поставку салютных установок и фейерверков.
В начале 2013 года министерство обороны Украины выделило заводам «Звезда» и «Импульс» ещё 60 млн гривен на утилизацию боеприпасов.
В октябре 2013 года КП "Шосткинский казённый завод «Импульс» и ЗАО «Томский приборный завод» был разработан электронный детонатор. По данным ШКЗ, в этом совместном проекте украинская сторона обеспечивала сборку детонатора и поставку большей части комплектующих, российская — поставила электронный узел.
В ноябре 2014 представители партий «Батькивщина» и «Свобода», Шосткинский городской отдел общественного объединения «Майдан» и несколько других общественных объединений потребовали сменить руководство завода.
25 ноября 2014 в соответствии с постановлением Кабинета Министров Украины завод был внесён в перечень предприятий, охрану которых должна обеспечивать Национальная гвардия Украины.
В 2020 году директором назначен Кайнара Виталий Фёдорович.
В 2021 году изменилось название на Государственное предприятие "Шосткинский завод «Импульс».

## Деятельность
- изделия для горнорудной и добывающей промышленности: электродетонаторы, шнур детонирующий, шашки тротиловые;
- изделия общетехнического назначения и товары народного потребления: патроны охотничьи, капсюль «Жевело», «Винчестер», спички охотничьи и каминные, петли мебельные;
- фейерверки и пиротехнические изделия.
- Утилизация боеприпасов[18]

## Происшествия
- в январе 1999 года взорвался склад пиротехнических изделий завода, на котором хранилась продукция военного назначения. Пострадавших не имелось, но в результате взрыва (мощностью около трёх тонн в тротиловом эквиваленте) здание склада было полностью разрушено с возникновением воронки площадью 1700 квадратных метров, ущерб составил не менее 5 млн гривен[19].
- в ноябре 2001 года сотрудниками уголовного розыска Шосткинского РОВД была пресечена деятельность преступной группы из шести человек (четверо из которых являлись работниками завода «Импульс»), на протяжении года совершавших хищение взрывчатых веществ и боеприпасов с завода. При обыске у задержанных изъяли более 7 кг взрывчатки, 4 самодельных взрывных устройства и 56 электродетонаторов[20].
- 23 сентября 2010 в цеху завода произошла детонация специальных изделий, пострадала и была госпитализирована одна работница предприятия[21]
- 11 июня 2012 в одном из цехов завода произошёл взрыв специзделия, в результате происшествия пострадала и была госпитализирована одна работница завода 1980 года рождения[22]
- 13 мая 2013 в котельной цеха № 14 завода взорвался газовый котёл Е-2,5-09 ГМ, в результате аварии погиб один и были ранены ещё два рабочих завода[23][24]
- 27 мая 2014 на территории казённого завода «Импульс» произошёл взрыв[25].